# Monday Night Football
Monday Night Football – sportowy program telewizyjny obejmujący transmisje poniedziałkowych meczów futbolu amerykańskiego amerykańskiej zawodowej ligi National Football League (NFL).
Początkowo, od 1970 nadawany przez telewizję ABC. Monday Night Football jest drugim najdłużej nadawanym programem telewizyjnym w tzw. prime time w telewizji amerykańskiej, po „60 minut” sieci CBS. ABC nadała w sumie 555 transmisji z poniedziałkowych meczów NFL.
W 2006 roku Monday Night Football został przeniesiony do programu stacji ESPN, kończąc 36-letnią erę ABC. Obie stacje są własnością Walt Disney Company. W przeciwieństwie do ABC, program ESPN jest dostępny jedynie w sieciach kablowych. jednakże wszystkie transmitowane mecze są dostępne publicznej, bezpłatnej telewizji w rodzimych regionach grających drużyn.
Monday Night Football można również oglądać w Kanadzie w sieci TSN, w Europie w programie stacji ESPN America (wcześniej NASN) i w niektórych innych rejonach świata w stacji ESPN International. W USA dostępna jest również hiszpańskojęzyczna wersja na kanale ESPN Deportes.
Liga NFL wykorzystuje MNF jako mechanizm promocji i nagradzania najlepszych zespołów i największych gwiazd poprzedniego sezonu. Nie jest on jednak idealny, co widać było na przykład w roku 1981, gdy żaden z uczestników finału Super Bowl – San Francisco 49ers i Cincinnati Bengals – nie pojawił się ani razu w programie, podobnie jak zwycięzca Super Bowl z roku 1999, St. Louis Rams.
Najwięcej razy w programie pojawiały się zespoły Green Bay Packers, Dallas Cowboys, Oakland/Los Angeles Raiders, Chicago Bears, Denver Broncos i Miami Dolphins. Najczęściej pokazywanymi meczami, po 14 razy, były spotkania Denver Broncos z Oakland Raiders oraz Dallas Cowboys z Washington Redskins.
Każdy zespół może się pojawić w programie Monday Night Football najwyżej trzy razy w danym sezonie.